# Grožnjan
Grožnjan (tal. Grisignana) je naselje i općina u Hrvatskoj. Nalazi se u Istarskoj županiji.

## Općinska naselja
Grožnjan se sastoji od 11 naselja (stanje 2006.), to su: Antonci – Antonzi, Bijele Zemlje – Terre Bianche, Grožnjan – Grisignana, Kostanjica – Castagna, Kuberton – Cuberton, Makovci – Macovzi, Martinčići – Martincici, Šterna – Sterna, Vrnjak – Vergnacco i Završje – Piemonte.

## Stanovništvo
Po popisu stanovništva iz 2011. godine, općina Grožnjan imala je 736 stanovnika, raspoređenih u 11 naselja:
- Antonci - 62
- Bijele Zemlje - 80
- Grožnjan - 164
- Kostanjica - 48
- Kuberton - 18
- Makovci - 107
- Martinčići - 140
- Šterna - 70
- Vrnjak - 0
- Završje - 47

Etnički sastav općine je: 39,4% Talijana, 29,62% Hrvata, 18,21% regionalno deklarirani ("Istrani") i 2,17% Slovenaca, što čini Grožnjan jedinom hrvatskom općinom s većinskim udjelom etničkih Talijana.

| broj stanovnika | 3223  | 3414  | 3572  | 3643  | 3744  | 4011  | 3992  | 3905  | 3475  | 2344  | 1861  | 1078  | 914   | 854   | 785   | 736   | 656   |
|                 | 1857. | 1869. | 1880. | 1890. | 1900. | 1910. | 1921. | 1931. | 1948. | 1953. | 1961. | 1971. | 1981. | 1991. | 2001. | 2011. | 2021. |

| broj stanovnika | 1310  | 1388  | 894   | 936   | 997   | 975   | 1630  | 1529  | 645   | 420   | 382   | 186   | 168   | 193   | 185   | 164   | 142   |
|                 | 1857. | 1869. | 1880. | 1890. | 1900. | 1910. | 1921. | 1931. | 1948. | 1953. | 1961. | 1971. | 1981. | 1991. | 2001. | 2011. | 2021. |

## Poznate osobe
- Vinka Cetinski, hrvatska turistička stručnjakinja, sveučilišna profesorica, poduzetnica, političarka i visoka državna dužnosnica

## Kultura
Grožnjan je danas poznat kao "Grad umjetnika". Ima oko dvadeset galerija i umjetničkih ateljea, a također je pokrenuta ljetna međunarodna filmska škola i ujedno je postao Međunarodni kulturni centar hrvatske glazbene mladeži. Održava se svake godine jazz festival "Jazz is Back BP", koji je pokrenuo hrvatski jazzist Boško Petrović, traje dva do tri tjedna, te počinje sredinom srpnja. Također se krajem rujna održava festival Ex tempore koji skuplja više od 300 umjetnika iz cijele Europe, koji u nedjelju pretvore Grožnjan u jednu veliku galeriju sa svojim radovima. 
Ex tempore tradicijski organiziraju Talijanska unija iz Rijeke i Zajednica Talijana iz Grožnjana, Narodno sveučilište iz Trsta(I), Općina Grožnjan i Turistička zajednica Grožnjan.

## Šport
- NK Grožnjan - Oprtalj, zajednički nogometni klub sa naseljem Oprtalj
- Enduro Grozni Grožnjan je prva biciklistička enduro utrka u Hrvatskoj. Održava se od 2014.[7][8][9] Ta brdsko-biciklistička utrka održava se u brdima oko Grožnjana.[10] Boduje se u sklopu Državnog prvenstva Republike Hrvatske i SloEnduro kup. Dionica je duga 35 km i mjeri se brzina na 5 brzinskih spustova dok je vrijeme uspona ograničeno. U dva dana vozi se 14 km spustova, 5 brzinca, 1 prolog.[11]

## Vanjske poveznice
- (hrv.)(tal.)(engl.) Službena stranica Općine Grožnjan
- Fotografije Grožnjana